# El Embarcadero (Guerrero)
El Embarcadero es una localidad del estado mexicano de Guerrero. Es parte del municipio de Coyuca de Benítez.

## Demografía
| Gráfica de evolución demográfica |
|                                  |

| Censo | Población |
| ----- | --------- |
| 1910  | 113       |
| 1921  | 142       |
| 1930  | 237       |
| 1940  | 386       |
| 1950  | 380       |
| 1960  | 621       |
| 1970  | 982       |
| 1980  | 1 147     |
| 1990  | 1 351     |
| 2000  | 1 272     |
| 2010  | 1 370     |
| 2020  | 1 456     |